# Amarapura–Rāmañña Nikāya
O Amarapura–Rāmañña Nikāya (em cingalês:  අමරපුර–රාමඤ්ඤ සාමග්‍රී මහා සංඝ සභාව) é a maior das duas ordens monásticas (em páli:  nikāya) budistas do Sri Lanca, sendo a segunda o Siyam Nikāya.
A ordem começou a existir em 16 de agosto 2019 através da união das ordens Amarapura (em páli:  Amarapura Nikāya) e Rāmañña (em páli:  Rāmañña Nikāya). Esta união tinha sido planejada há anos. Dhammāvāsa sublinhou notavelmente que não se necessitava manter duas ordens separadas no país.